# Virgarina seankilia
Virgarina seankilia är en fjärilsart som beskrevs av Hans Fruhstorfer 1914. Virgarina seankilia ingår i släktet Virgarina och familjen juvelvingar. Inga underarter finns listade i Catalogue of Life.